# Evans Rutto
Evans Rutto, né le 8 avril 1978 dans le district de Marakwet (Kenya), est un athlète kenyan, pratiquant le marathon.

## Biographie
Pour son premier marathon, en 2003 lors du marathon de Chicago, il remporte la victoire, établissant également - en 2 heures 05 minutes et 50 secondes - la meilleure performance mondiale établie par un coureur lors de son premier marathon. La saison suivante, il remporte deux des plus grands marathons internationaux, tout d'abord à Londres puis de nouveau à Chicago.

## Palmarès

### Marathons internationaux
- Vainqueur du marathon de Chicago 2003 en 2 h 05 min 50 s, et 2004 en 2 h 06 min 16 s
- Vainqueur du marathon de Londres 2004 en 2 h 06 min 20 s

### Sélection nationale
- Champion du monde de cross-country par équipes en 1999